# Gare de Bir El Arch
La gare de Bir El Arch est une ancienne gare ferroviaire algérienne située sur le territoire de la commune de Bir El Arch, dans la wilaya de Sétif.

## Situation ferroviaire
La gare est située au sud de la ville de Bir El Arch, sur la ligne d'Alger à Skikda où elle est précédée de la gare d'El Eulma et suivie de celle de Tadjenanet.

## Service des voyageurs

### Desserte
En 2023, la gare n'est pas desservie par les trains de la Société nationale des transports ferroviaires.